# 下原理
下原 理（しもはら おさむ、1977年9月3日 - ）は、地方競馬の兵庫県競馬組合・西脇馬事公苑、栗林徹治厩舎所属の騎手。
実家は神石高原町小畠にある精肉店「JKミートショップSHIMOHARA」を経営。3人兄弟の長男として生まれる。勝負服は寺嶋正勝のデザインを受け継いでいる。

## 来歴
1995年10月10日ツカサホマレに騎乗しデビュー、13日にスペシャルナイトで優勝し、初勝利。
天才肌と評されながらなかなか勝ち鞍を増やせなかったが、小牧太、赤木高太郎、岩田康誠が相次いで中央競馬（JRA）に移籍するに伴いリーディング上位に台頭する。小牧・岩田の寡占時代が終わって恩恵を受けた1人ではあるが、それに応えるだけの実力を有していたことは確か。2006年は自厩舎のチャンストウライで兵庫ダービー、菊水賞の2冠を制している。
2002年8月3日、JRA小倉競馬場の第9競走、フェニックス賞（OP）にてJRA初騎乗。
2006年8月2日の園田第11レースのサマークイーン賞で勝利し、通算500勝を達成。
2007年3月10日、JRA阪神競馬場の第7競走でコウエイノホシ（15頭立て11番人気）に騎乗し、13戦目でJRA初勝利を挙げた。通算2勝だが、確実に着を拾ってくる騎乗で、1年に数回しかJRAでは騎乗しないものの、騎乗数そのものは少なくない。
2007年3月18日、JRA阪神競馬場の第11競走、阪神大賞典（G2）でJRA重賞初騎乗。
2008年1月30日第21回園田競馬4日目第6競走T1 3歳特別戦をパセティックシーンで優勝（8頭立て1番人気）し、地方競馬通算700勝達成。同年2月11日、佐賀記念にてチャンストウライに騎乗しダートグレード競走での初勝利を挙げる。同年11月3日に園田競馬場で行われたJBCにはクラシック、スプリント両方に騎乗した。
2009年も自厩舎のカラテチョップで兵庫ダービー、菊水賞の2冠を制す。
2010年5月25日の姫路競馬第7競走で1000勝を達成した。同年は161勝を挙げ、5年連続でリーディング4位に食い込んだ。
2014年2月4日園田競馬第4競走をアートショウリで制し、地方競馬通算1500勝を達成した。
寺嶋正勝調教師の逝去により、2015年3月14日付で栗林徹治厩舎に所属変更。
2015年は自身初の年間200勝を達成、最終的に212勝を挙げ、初の兵庫リーディング2位に躍進した。
2016年9月8日の園田第6レースで勝利し、通算2000勝を達成し、ゴールデンジョッキーとなる。同年11月10日、兵庫クイーンカップをタガノトリオンフで制し、同レース初の連覇達成。最終的に2016年は267勝し、初の兵庫県リーディングとなり、地方競馬全体でも第2位となった。
2017年1月31日、川崎競馬場で開催された佐々木竹見カップ・ジョッキーズグランプリ出場し、14人中2位となる。11月9日、兵庫クイーンカップをタガノトリオンフで制し、同レース初の連覇に導くとともに自身同レース3連覇達成で田中学の持つ同レース最多勝タイの3勝に並ぶ。最終的に2017年は273勝し、2年連続の兵庫県リーディング、加えて初めて地方競馬全国リーディングジョッキーとなりNARグランプリ2017最優秀勝利回数騎手賞を初受賞。
2018年はエイシンヴァラーに騎乗し黒船賞、エイシンバランサーに騎乗しサマーチャンピオンを勝利、年2回のダートグレード競走での勝利を挙げる。同年8月9日には園田競馬第6Rでエイシンビワウタに騎乗し1着となり、地方競馬通算2500勝を達成した。
2020年9月3日、自身の誕生日にステラモナークで園田オータムトロフィーを勝ち、木村健に並ぶ重賞通算70勝の兵庫の騎手として最多勝タイ記録を達成。10月28日の園田第12レースで勝利し、21941戦目にして地方通算3000勝を達成。同年11月13日、東海菊花賞をタガノジーニアスで勝利し、重賞通算71勝として兵庫の騎手としての重賞最多記録を更新。12月3日には笠松グランプリをエイシンエンジョイで制して、木村健がJRAでの重賞勝利を含めた71勝を更新する重賞通算72勝を達成。
2023年5月12日、園田3Rをシルバーブリスで勝利し、2万4876戦目で地方通算3500勝を達成した。

## 重賞勝ち鞍
太字はダートグレード競走。

### 兵庫県競馬
- 兵庫大賞典：チャンストウライ（2007年、2009年）、エリモアラルマ（2013年）、オオエライジン（2014年）、タガノゴールド（2020年）、ラッキードリーム（2023年）
- 兵庫ダービー・兵庫優駿：チャンストウライ（2006年）、カラテチョップ（2009年）、オケマル（2025年）
- 菊水賞：マイネルエクソン（2003年）、チャンストウライ（2006年）、カラテチョップ（2009年）、ニホンカイセーラ（2014年）、ステラモナーク（2020年）、オケマル（2025年）
- 園田金盃：コスモクロス（2002年）、ベストタイザン（2007年）、オオエライジン（2013年）、エーシンサルサ（2015年）、タガノゴールド（2019年）、ラッキードリーム（2022年）
- 播磨賞：コスモクロス（2003年）
- 白鷺賞：ユウターヒロボーイ（2000年）、タガノゴールド（2020年）、ラッキードリーム（2024年）、オディロン（2025年）
- 園田フレンドリーカップ：ベストタイザン（2007年、2008年）、アルドラゴン（2010年）
- 園田チャレンジカップ：フサイチミライ（2008年）、エーシンエンジョイ（2019年）
- 兵庫若駒賞：カラテチョップ（2008年）、タガノバロット（2009年）、メイレディ（2011年）、ナチュラリー（2016年）、オケマル（2025年）
- 園田プリンセスカップ：エンドスルー（2008年）、コモリリーガル（2023年）、リオンダリーナ（2024年）
- 楠賞：チャンストウライ（2009年）
- 六甲盃：エリモアラルマ（2013年）、タガノゴールド（2019年）、タガノゴールド（2019年）、トーセンブル（2021年）、ラッキードリーム（2024年）
- 園田FCスプリント：エプロムアーロン（2013年）、ランドクイーン（2016年）、タガノカピート（2019年）、エイシンエンジョイ（2020年）
- 兵庫サマークイーン賞：マンボビーン（2013年）
- 兵庫クイーンカップ：エーシンサルサ（2015年）、タガノトリオンフ（2016年、2017年）
- 新春賞：アクロマティック（2016年）、アラジンバローズ（2024年）
- 摂津盃：タガノヴェリテ（2018年）、エイシンデジタル（2021年）
- 姫山菊花賞：タガノゴールド（2018年）、ラッキードリーム（2022年、2023年）
- 園田クイーンセレクション：ステラモナーク（2020年）
- 園田ユースカップ：ステラモナーク（2020年）
- 園田オータムトロフィー：ステラモナーク（2020年）、エイシンビッグボス（2021年）
- ネクストスター園田：オケマル（2024年）
- 園田ジュニアカップ：オケマル（2024年）

出典:

### 他地区
- 佐賀記念：チャンストウライ（2008年）
- 黒船賞：エイシンヴァラー（2018年）
- サマーチャンピオン：エイシンバランサー（2018年）、アラジンバローズ(2024年)
- 東海菊花賞：チャンストウライ（2007年）、タガノジーニアス（2020年）
- 笠松グランプリ：ベストタイザン（2008年）、エイシンバランサー（2018年）、エイシンエンジョイ（2020年）
- 白銀争覇：ベストタイザン（2009年、2010年）
- 梅見月杯：ベストタイザン（2009年）、アクロマティック（2016年）
- 東海桜花賞：ベストタイザン（2009年）
- サマーカップ：ベストタイザン（2009年）、エイシンバランサー（2018年）、エーシンエンジョイ（2019年）
- オッズパークグランプリ：エプソムアーロン（2014年）
- 名港盃：アクロマティック（2016年）、タガノジーニアス（2020年）
- 金沢スプリントカップ：タガノギャラクシー（2016年）
- クイーンカップ：フセノラン（2018年）
- イヌワシ賞：タガノゴールド（2019年）、ラッキードリーム（2023年）
- 北國王冠：タガノゴールド（2019年）
- 若草賞：ステラモナーク（2020年）
- ル・プランタン賞：マルグリッド（2023年）
- 佐賀ヴィーナスカップ：ジュランビル（2023年）
- 鳥栖大賞：アラジンバローズ（2023年）
- 佐賀オータムスプリント：ロードミッドナイト（2024年）

出典: